# Distribución digital
La distribución digital es el sistema de distribución de contenido digital a través de Internet, lo cual abarca productos tales como software, televisión, películas, música y libros. Desde la década de 2000 se ha masificado debido a la propagación de la conexión a Internet de banda ancha.
Existen dos sistemas de distribución digital: la descarga de archivos y el streaming, según si el archivo se descarga por completo antes de ser accedido, o si se descarga mientras el usuario lo utiliza.

## Concepto básico
El atractivo principal de la distribución digital es su naturaleza directa. Para lograr el éxito comercial de una obra, los artistas deben entrar en la cadena de edición de sus industrias. Las editoriales ayudan a los artistas a publicitar, financiar y distribuir sus obras a los vendedores. En algunas industrias—particularmente la de los videojuegos—los artistas suelen depender de las editoriales, y en muchos casos se encuentran limitados para trabajar a su antojo, ya que la editorial puede considerar que sus ideas no serán lucrativas. Esto puede desembocar rápidamente en una estandarización del contenido y en la obstaculización de nuevas ideas.
Al optar por la distribución digital, un artista puede publicar su obra en la esfera pública de interés con un total de gastos mínimo. Esto a menudo resulta en menores precios para los consumidores y mayores ganancias para los artistas, así como también una mayor libertad artística.
La distribución digital también posibilita el surgimiento de nuevos modelos de negocios. Por ejemplo, un artista podría publicar una pista de un álbum o un capítulo de un libro a la vez en vez de tener que esperar a que todos ellos sean completados. Esto puede resultar en dos cosas: si la publicación tiene buena aceptación, les dará a los artistas un ganancia extra para que puedan continuar con el resto de la obra. Si en cambio no es bien aceptada, les sirve de advertencia para detenerse y no continuar invirtiendo dinero y tiempo en algo que no dará rédito. Los videojuegos tienen una flexibilidad aumentada en esta área, demostrada por modelos de micropago como el utilizado en GunBound. Un claro resultado de estos nuevos modelos es su accesibilidad a artistas pequeños o grupos de artistas que no poseen suficiente dinero, tiempo o experiencia para crear un nuevo producto en un solo movimiento.
Un ejemplo de esto puede encontrarse en la industria de la música. Los artistas independientes pueden por primera vez acceder a los mismos canales de distribución que las empresas discográficas más importantes, sin prácticas restrictivas ni exagerados costos de manufacturación. Existe un creciente grupo de discográficas de Internet que ofrecen a artistas sin firmar o independientes distribuir sus obras directamente a tiendas de música en línea, y en algunos casos mercadotecnia y servicios de promoción.

## Ventajas

### Venta directa
Sin la necesidad de manufacturación o distribución física, los productos distribuidos digitalmente requieren de una menor cantidad de intermediarios, y por lo tanto los creadores obtienen mayores ganancias. Esto también disminuye la huella ecológica del producto, ya que se elimina casi en su totalidad la producción de medios físicos.

### Disponibilidad global
La distribución digital por inherencia posee uno de los mayores puntos fuertes de la Internet: su disponibilidad.
Esta es tal que cualquier persona en el mundo con una conexión a Internet puede comprar y obtener una copia digital fácilmente. De esta manera, se reducen en gran cantidad o directamente se eliminan los costos de envío y los tiempos de espera. Pero este aspecto ventajoso es a menudo atenuado por los derechos de distribución regionales, que limitan la disponibilidad regional del producto.

### Fácil producción
A diferencia de los negocios de presencia física, en los que existe un requisito mínimo de productos físicos, el producto no necesita ser producido en masa para abastecer a los vendedores. Con una sola copia original, se puede rápidamente duplicar copias para satisfacer la demanda.
Esto puede recortar en gran medida los costos de mantenimiento, ya que no es necesario mantener un depósito o almacén ni tampoco preservar el producto (humedad, seguridad, etc.). Se puede mantener de manera segura y barata un catálogo completo de productos, y conservarlo apto para la compra aun cuando ya no exista una copia física.

## Críticas

### Pérdida de apoyo de las editoriales
Las soluciones independientes presentan inconvenientes, como la pérdida de financiación por parte de las editoriales. Esto puede solucionarse de dos modos:
- Mediante un negocio mixto en el que el contenido sea distribuido digitalmente pero al mismo tiempo se cuente con el apoyo de una editorial. Esto generalmente se traduce en un compromiso: la editorial puede exigir un porcentaje de las ventas en línea, o que los precios de las ventas en línea sean los mismos o incluso mayores que los de las ventas mediante distribución física. Esto raramente es deseable por los interesados en la distribución digital.
- Utilizar los nuevos modelos de negocios que surgen con la distribución digital, como se describe arriba.

La pérdida de publicidad es otro inconveniente que surge al renunciar a las editoriales, y que realmente aún no cuenta con una solución adecuada. Los teóricos de los videojuegos se han acercado al proponer un modelo en el que las versiones de prueba son ofrecidas gratis para luego ser "desbloqueadas" por un precio; efectivamente, el videojuego se publicita a sí mismo. Sin embargo, esto no soluciona el problema de atraer a los consumidores en primera instancia.

### Gestión de derechos digitales
Las obras digitales son fáciles de duplicar sin pérdida de calidad alguna, y con la naturaleza directa y los precios reducidos de la distribución digital, la piratería tiene un impacto mucho mayor que en los medios tradicionales. La gestión de derechos digitales es, al menos en teoría, una solución a este problema. Esta tecnología permite a los distribuidores "proteger" su contenido de la redistribución no autorizada. Cuando alguien trate de duplicar un producto, dependiendo de la implementación de gestión de derechos digitales usada, ésta lo impedirá, o el producto cambiará a un "modo de prueba". La gestión de derechos digitales es solo una forma de protección de copia: por definición depende de un servicio de red en vez de, por ejemplo, un validador de CD-ROM.
Si bien es efectiva para prevenir la piratería casual, muy pocas (si es que alguna) soluciones de este tipo han prevenido todas las copias no autorizadas, ya sea porque son burladas por crackers o porque los medios usados permiten que sean eludidas, por ejemplo regrabando audio hacia otra computadora. Esto hace que su uso en los medios tradicionales en las tiendas sea despreciado por los consumidores. Quizás debido a esto, recientemente ha habido un alejamiento gradual del uso de la gestión de derechos digitales. En cambio, se ha optado por recompensar a los consumidores, y los nuevos modelos de negocios que surgen con la distribución digital han jugado un rol en esta nueva tendencia.

### Falta de comprobante de compra
Las leyes de comprobantes de compra no fueron creadas teniendo en cuenta los productos efímeros. Esto ha desencadenado muchos problemas legales para los distribuidores digitales, en relación con reembolsos y devoluciones, las ventas mismas, y la transferencia de la propiedad del producto.

### Impacto en la distribución tradicional
El aumento de la distribución digital de música en particular ha sido criticada por un número de vendedores tradicionales que tuvieron que cerrar sus puertas, como la cadena de música canadiense Sam the Record Man en agosto de 2007.
Pérdida de posesión efectiva
Servicios de distribución digital, como Steam, operan con un método de “alquiler indefinido” al vender juegos en la plataforma. Lo que implica que en la práctica, el comprador no se vuelve dueño del juego o servicio adquirido (como lo sería con una copia física). Esto podría finalmente resultar en la pérdida de todos los software adquiridos.
| Plataformas de distribución digital por tipo de contenido | Plataformas de distribución digital por tipo de contenido |
| --------------------------------------------------------- | --------------------------------------------------------- |
| Música                                                    | YouTube Music, Spotify, Google Play Music                 |
| Videojuegos                                               | Steam, Epic Games Store, Origin (software)                |
| Audiolibros                                               | Storytel, Audible                                         |
| Libros electrónicos                                       | Scribd, Google Play Books, Storytel                       |
| Contenido Audiovisual                                     | Netflix, HBO Max, Paramount+, Starzplay, Disney+          |